# Božíkov
Božíkov (německy Götzdorf) je vesnička na březích Svitavky, od roku 1964 administrativně i osídlením spojená s městem Zákupy. Předělem je železniční trať z České Lípy do Liberce se zastávkou Zákupy-Božíkov.

## Historie

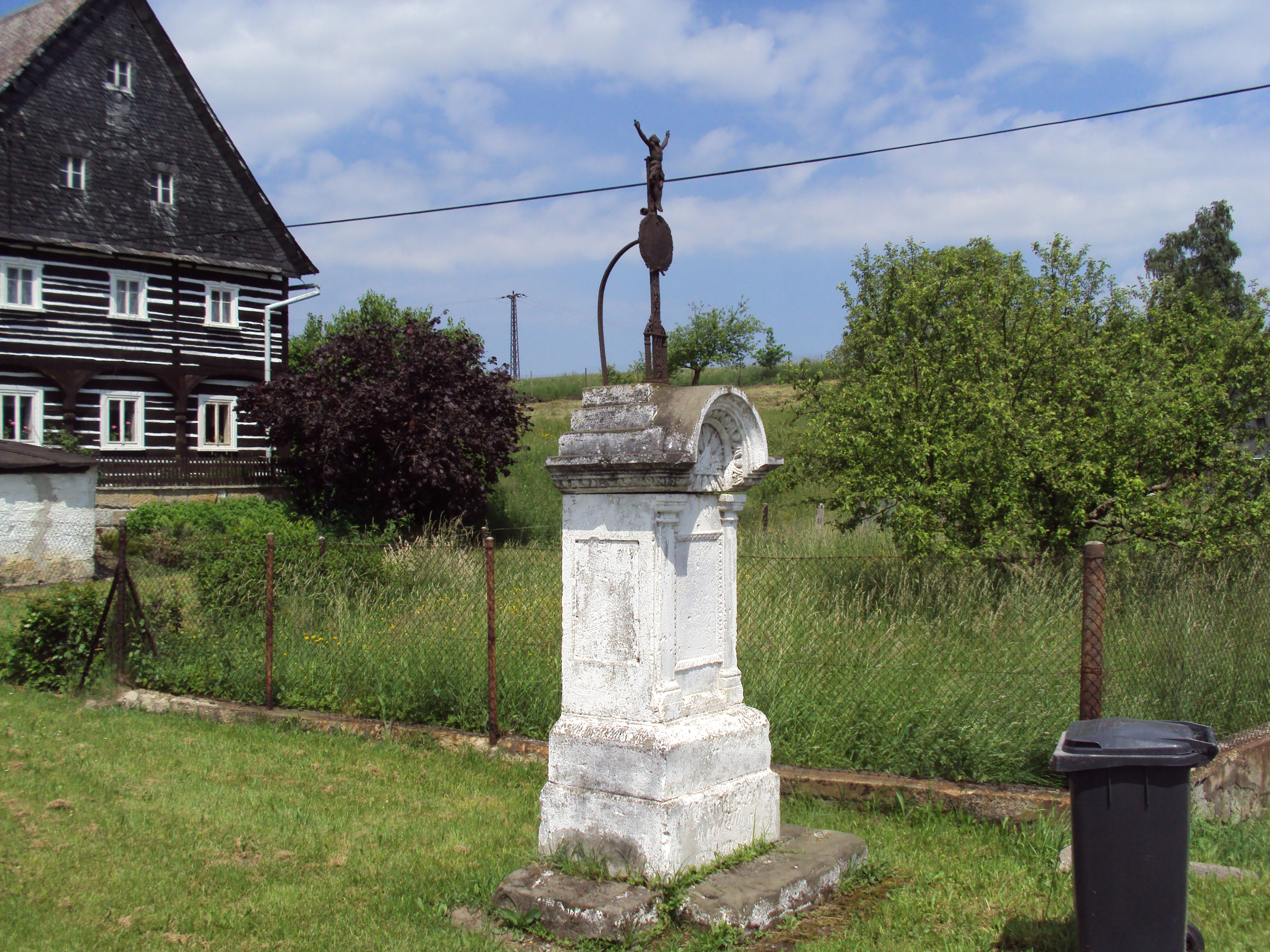
Křížek u silnice

Vesnice jako celé okolí vznikla německou kolonizací počátkem 14. století jako lesní lánová ves. Společně ze Zákupy tehdy patřila Pancíři ze Smoljna, následně Vartenberkům. Z roku 1388 pochází záznam o Hanušovi Pancierz de Zakup alias de Götzdorf. Koncem 15. století patřila ves Berkům z Dubé a stejná vrchnost je se Zákupy spojovala i nadále.
Škola je zde připomínána počátkem 18. století, vyučovalo se v domě učitele Winkela, pak obec věnovala dům č. p. 67. V roce 1897 byla postavena nová školní budova pro dvě třídy. Po osvobození bylo 22. 10. 1945 obnoveno vyučování již v českém jazyce. Dne 2. 8. 1963 byla škola zrušena a děti převedeny do školy v Zákupech.
Většina obyvatelstva se živila zemědělstvím, méně pak řemesly a obchodem. V roce 1854 byla postavena silnice ze Zákup přes Božíkov do Brenné a v roce 1883 železnice z České Lípy do Mimoně, u Božíkova byla vybudována dodnes funkční zastávka.

## Změny názvu
V listinách jsou zaznamenány četné změny původně německého označení vsi, Goczidorf (1371), Geszundorf (1545), Götzendorf (1720), Götsdorf (1790), Svobodná (1946) a současné jméno je od roku 1955 Božíkov.

## Počet obyvatelstva

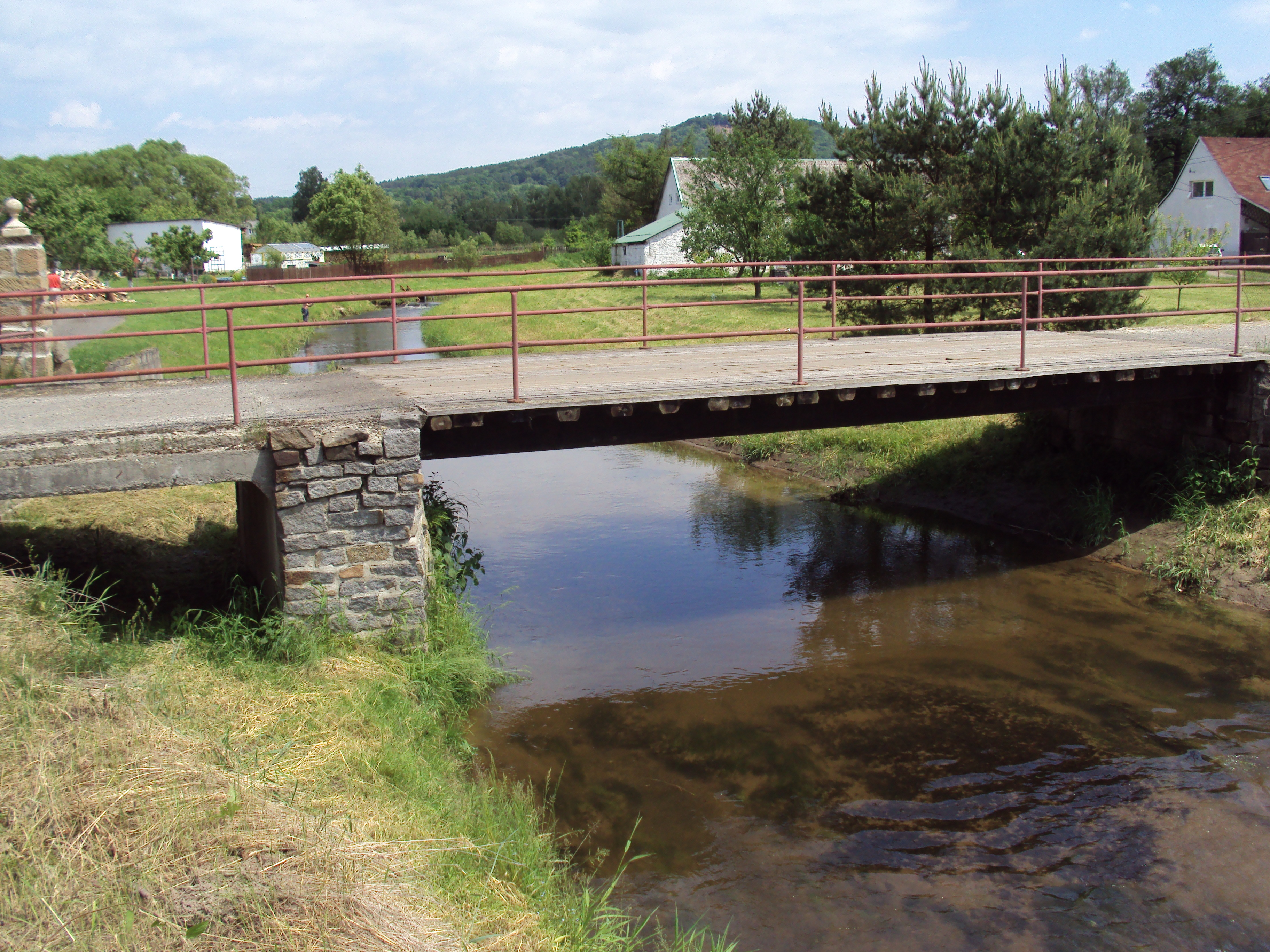
Svitavka v Božíkově

Při sčítání lidu bylo v Božíkově r. 1900 76 domů s 328 obyvateli německé národnosti, v roce 1930 bylo Němců 298 a 5 Čechů a Slováků, v roce 1950 234 lidí, k 1. 1. 1965 202 a k 31. 12. 1991 jen 121 stálých obyvatel. Tendence byla trvale mírně sestupná. V posledních letech díky výstavbě rodinných domků počet obyvatel začal růst, roku 2003 zde bylo registrováno 142 stálých obyvatel a roku 2008 již 165.

## Dnešní stav
V někdejší vsi existuje nová výstavba domků a mnohé jsou zvelebovány. Je zde řada řemeslníků, spíše drobných živností. Nejsou zde církevní stavby vyjma dvou křížků, význačné památky, sportoviště, hospoda před několika lety shořela. Společenský život je pevně spjatý se Zákupy.
Je zde zachováno několik stavení zachovalé lidové architektury, roubené domy.
Protéká tudy Svitavka a v katastru obce (č. katastru 790524) přibírá z levé strany Bohatický potok.
Od 1. června 2011 zastupitelstvo města Zákupy zřídilo v Božíkově pětičlenný Osadní výbor a jmenovalo předsedkyní Kamilu Šoltovou.

## Doprava

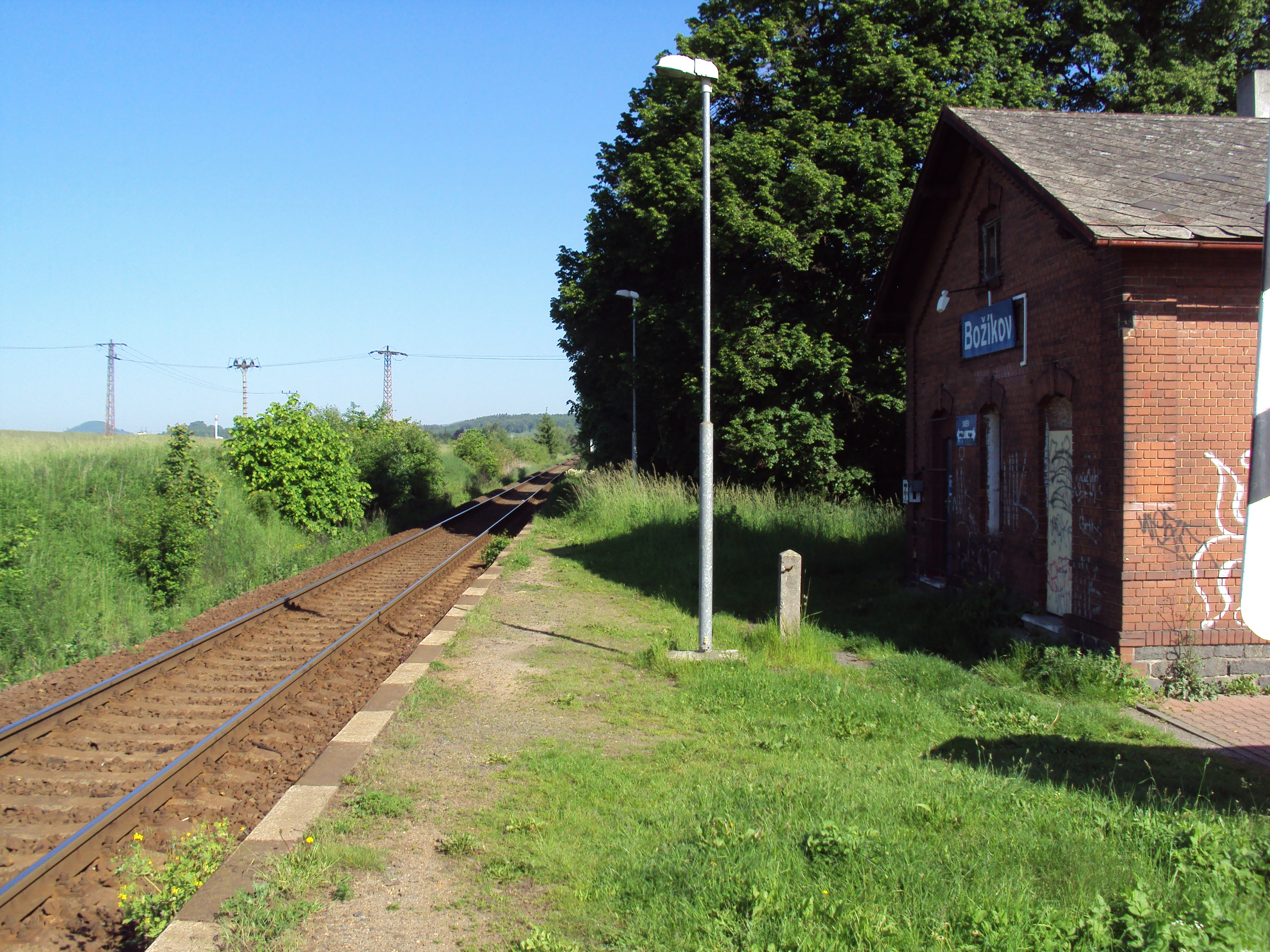
Zastávka Zákupy-Božíkov

Božíkov odděluje od samotných Zákup železniční trať č.086 a na tomto rozhraní je také malá železniční zastávka Božíkov. Prochází tudy silnice II/268 ze Zákup na Mimoň, z níž odbočuje vedle železniční zastávky silnice 3.třídy ze Zákup na Jestřebí (a dál na Prahu). Obě silnice využívá ČSAD Česká Lípa k zajištění veřejné autobusové dopravy, spojení na Českou Lípu, Mimoň, Zákupy.

## Pověst
V kronice města se zachovala řada pověstí, z nichž jedna se týká i jména Božíkov. To ves získala jako památku na zde vládnoucího pohanského bůžka.